# بخش ریاسی
بخش ریاسی (به انگلیسی: Reasi district) یک بخش در هند است که در جامو و کشمیر واقع شده‌است. بخش ریاسی ۱٬۷۱۹ کیلومتر مربع مساحت و ۳۱۴٬۶۶۷ نفر جمعیت دارد.